# Phaeochrous diversipes
Phaeochrous diversipes is een keversoort uit de familie Hybosoridae. De wetenschappelijke naam van de soort is voor het eerst geldig gepubliceerd in 1928 door Pic.